# Nathan Sally Stern

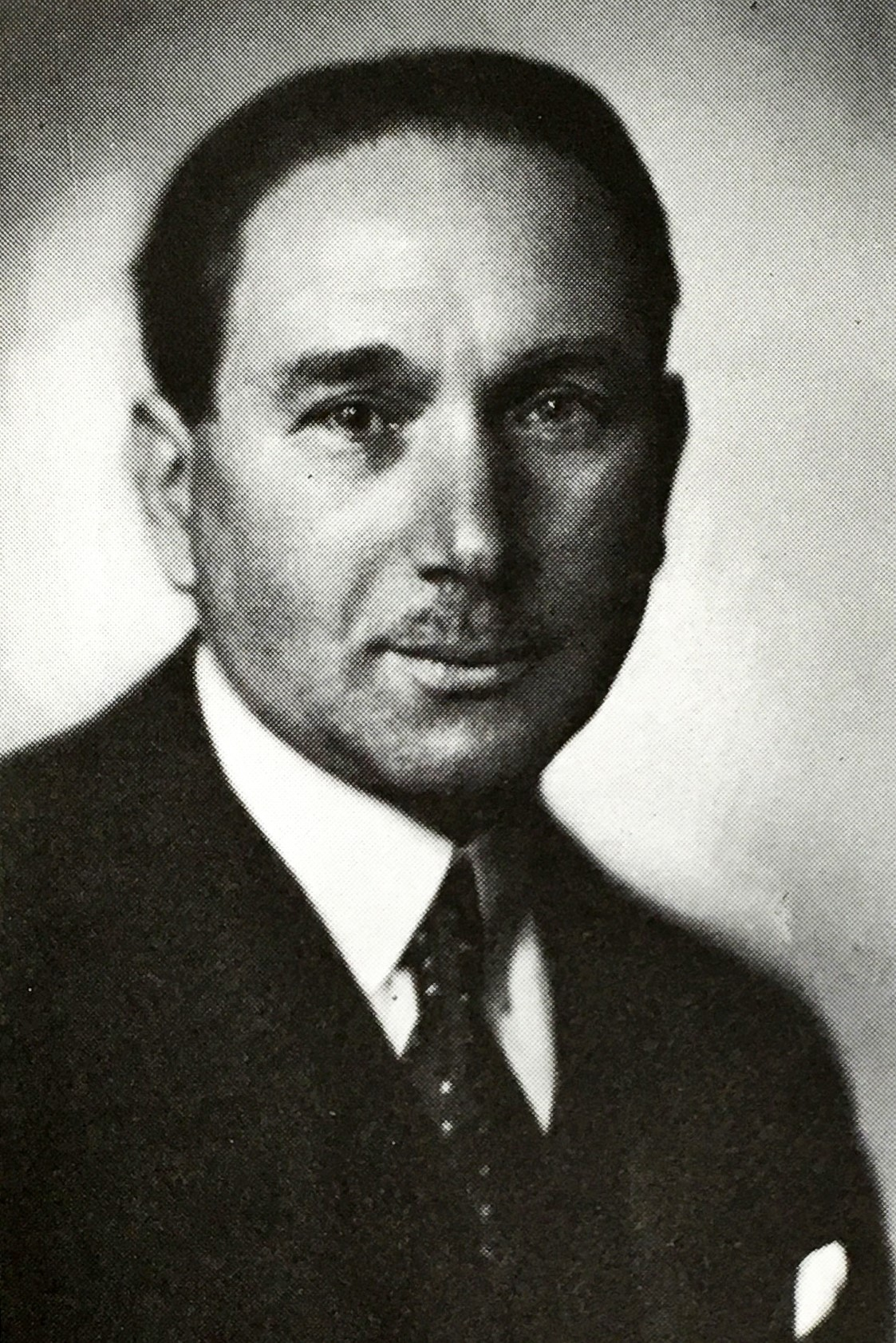
Nathan Sally Stern um 1925

Nathan Sally Stern (* 28. Mai 1879 in Frankfurt am Main; † 18. Dezember 1975 in New York City) war ein deutsch-amerikanischer Ingenieur, Unternehmer und Autor technischer Schriften. Er hat die technische Weiterentwicklung des Automobils und die frühe Automobilindustrie des 20. Jahrhunderts mitgeprägt.

## Leben
Nathan Sally Stern wurde als zweites Kind einer jüdischen Familie in Frankfurt am Main geboren. Sein Vater Moses Stern war Privatsekretär des Frankfurter Bankiers und Sozialreformers Charles Hallgarten.
1896 begann Stern ein Studium des allgemeinen Maschinenbaus an der Großherzoglichen Technischen Hochschule Darmstadt, das er 1901 als Diplom-Ingenieur abschloss. 1903 trat er als Konstrukteur in die Adler Fahrradwerke vormals H. Kleyer AG in Frankfurt am Main ein, wo er als Assistent von Edmund Rumpler tätig war und 1908 zum Abteilungsleiter des Automobil-Konstruktions-Bureaus aufstieg. Unter seiner Leitung wurde das erste Automobil der Firma gefertigt. 1910 wechselte er als Oberingenieur und Prokurist zur Hansa-Automobil-Gesellschaft mbH in Varel, wo er als Leiter des Konstruktionsbüros tätig war. Im Zuge des Zusammenschlusses mit der NAMAG zur Hansa-Lloyd wurde er Betriebsleiter des Werks in Bielefeld.
Nach einer einjährigen Tätigkeit als Herausgeber bei der Leipziger Verlagsbuchhandlung B. G. Teubner wurde Stern 1915 von Alfred Teves, den er aus seiner Zeit bei den Adlerwerken kannte, als Technischer Direktor der 1912 gegründeten Alfred Teves Maschinen- und Armaturenfabrik in Frankfurt am Main engagiert. Diese Position behielt er während des starken Wachstums der Firma bis 1936.
1936 floh Stern vor der nationalsozialistischen Verfolgung nach England, wo er als beratender Ingenieur für Firmen tätig war. Mittels Zahlungen von Teves, die als Beraterhonorare ausgegeben wurden, erhielt er finanzielle Unterstützung. 1940 wurde Stern für sechs Monate als „Feindlicher Ausländer“ auf der Isle of Man interniert. Im Dezember 1940 emigrierte er schließlich in die USA. In New York City gründete er die American Measuring Instruments Corporation, eine Firma für Präzisionsinstrumente, die er bis 1960 als Präsident leitete. Daneben war er als Industrieberater tätig.
Nathan Sally Stern war verheiratet mit Wilhelmine Stern geb. Jessel (Heirat 1907) und hatte zwei Töchter, Grete (* 1909) und Lotte (* 1912).

## Schaffen
„Den Unternehmer-Ingenieuren wie Benz, Daimler und Diesel folgten in der noch jungen Autoindustrie die Arbeitnehmer-Ingenieure, deren Namen und Leistungen in nur wenigen Fällen über Firma und Fachgebiet hinaus bekannt wurden. Einer ihrer profilierten Vertreter ist Nathan S. Stern, der bis 1914 bei Adler und Hansa die Fahrzeugentwicklung in Deutschland mitbeeinflußte. Bei Teves erwarb er sich den Ruf als einer der führenden Fachleute auf den Gebieten Gießereitechnik, Kolbenringfertigung und hydraulische Bremsen. Der auch schriftstellerisch tätige Ingenieur Stern konnte, nachdem er Deutschland aus politischen Gründen verlassen musste, in England und in den USA berufliche Stellungen einnehmen, die denen in Deutschland entsprachen.“
Nathan Sally Stern begann sein Wirken in der Automobilindustrie in einem Zeitraum, in dem Handwerk und Erfahrung vorherrschten. Mit der konsequenten Anwendung wissenschaftlicher Ansätze zur Produktentwicklung steht er stellvertretend für den Übergang der Automobilindustrie vom Manufakturbetrieb zur arbeitsteiligen Großserienproduktion moderner Prägung.
Als Technischer Direktor bei Teves perfektionierte er Kolbenringe und hydraulische Bremsen, führte Fertigungsverfahren wie den Kokillenguss erstmals in Deutschland ein und entwickelte sie weiter. Zudem war er prägend an der Entwicklung der Kältetechnik in Deutschland beteiligt. Nach einer Amerikareise im Jahr 1927 zu Frigidaire und anderen Kühlschrankfabriken entstanden unter seiner technischen Leitung die ersten Haushaltskühlschränke der Marke Ate sowie Kühlmaschinen, Klima- und Bewetterungsanlagen für Industrie und Handwerk.
Nathan Sally Stern brachte Innovationen in die verschiedenen Produktgruppen im Laufe seiner Tätigkeit ein. Sein Biograf Erik Eckermann führt 33 deutsche Patente auf seine Mit-Erfinderschaft zurück. Darunter zukunftsweisende, die eine zweikreisige hydraulische Bremse 1930 erstmals beschrieben.

## Schriften
Nathan Sally Stern veröffentlichte zwischen 1904 und 1960 zahlreiche Artikel in Fachzeitschriften und verfasste bis zu seiner Emigration Beiträge in der Frankfurter Zeitung. Darüber hinaus schrieb er populärwissenschaftliche und feuilletonistische Aufsätze wie die „Kritischen Bemerkungen“ zur Autobiografie Henry Fords.
Im Ruhestand veröffentlichte er Erinnerungen an die Zeit seiner Tätigkeit in Deutschland.